# Ivan Turchin

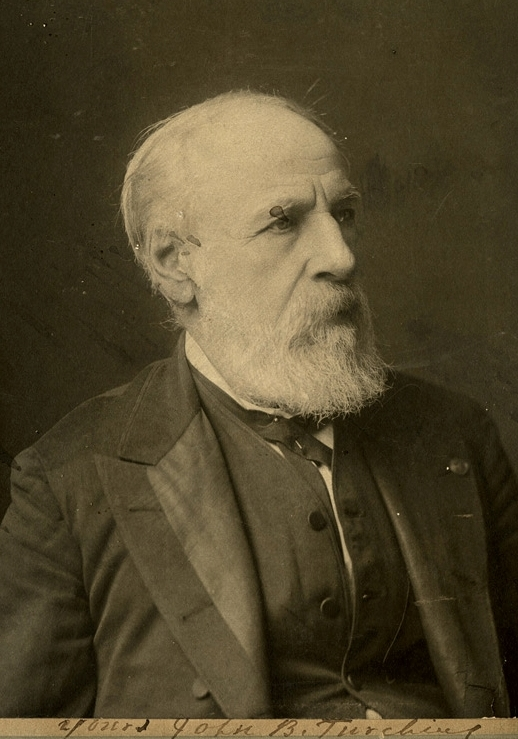
Turchin en sus últimos años

Iván Vasílievich Turchanínov (en ruso, Иван Васильевич Турчанинов; óblast del Voisko del Don, Imperio ruso, 24 de diciembre de 1822–18 de junio de 1901), más conocido como Ivan Turchin o por su nombre anglicanizado de John Basil Turchin, fue un general de brigada ruso del Ejército de la Unión durante la guerra civil estadounidense. Lideró dos cargas críticas que salvaron el día en Chickamauga y fue uno de los primeros en liderar a los soldados hasta Chattanooga.
Iván fue sometido a un consejo de guerra por permitir que sus hombres perpetraran el saqueo de Athens, siendo declarado culpable de todos los cargos, aunque el presidente Abraham Lincoln lo ascendió a general de brigada, invalidando así el veredicto, ya que un oficial sólo podía ser juzgado por aquellos de rango igual o mayor.

## Primeros años y carrera
Ivan Turchin nació el 24 de diciembre de 1822 o el 30 de enero de 1822 en una familia cosaca del Don de la nobleza del Imperio ruso. Ingresó en el Ejército imperial ruso en 1843 y se graduó en la Escuela Militar Imperial de San Petersburgo en 1852. Su padre era mayor en el ejército imperial ruso, lo que le permitió ingresar a escuelas que lo llevaron a su eventual nombramiento militar. Más tarde sirvió como coronel del Estado Mayor de la Guardia rusa y luchó en Hungría y en la guerra de Crimea. Mientras se desempeñaba como teniente, participó en la campaña rusa para ayudar al emperador Francisco José a derrotar la Revolución húngara de 1848.
Tras su graduación, Turchin fue destinado al Estado Mayor de la Guardia Imperial en San Petersburgo, bajo el mando del conde F. V. Rudiger.
En mayo de 1856 se casó con Nadezhda Lvov, la hija de su oficial al mando. Más tarde ese año, él y su esposa emigraron a los Estados Unidos, donde finalmente se instaló en Chicago y trabajó para el ferrocarril central de Illinois.

## Guerra civil
Turchin se unió al ejército de la Unión al estallar la guerra en 1861 y se convirtió en coronel del 19.º Regimiento de Infantería Voluntaria de Illinois. Habiendo dirigido su regimiento en Misuri y Kentucky, pronto encontró su unidad bajo el mando del mayor general Don Carlos Buell en el recién organizado ejército de Ohio. Buell quedó impresionado por Turchin y lo ascendió al mando de una brigada en el ejército de la tercera división de Ohio, comandada por el general de brigada Ormsby M. Mitchel. Buell avanzó hacia el sur hacia Kentucky y Tenesí a principios de 1862.
Cuando Buell se dirigió al oeste para apoyar a Grant en la batalla de Shiloh, dejó a Mitchel para ocupar Nashville. Turchin instó a Mitchel a avanzar hacia el sur. Mitchel lo hizo, pero no por culpa de Turchin. Tomó Huntsville, Alabama, como parte de un plan con el espía James J. Andrews para capturar Chattanooga aislándola de los refuerzos confederados. Mitchel los bloqueó desde el oeste capturando Huntsville. Andrews debía bloquearlos desde el sur quemando puentes en las líneas occidental y atlántica. Desafortunadamente, Andrews fracasó; Después de la gran caza de locomotoras, todos los asaltantes fueron capturados y algunos, incluido Andrews, fueron ejecutados. No obstante, Mitchell continuó ocupando la línea hacia el oeste desde Chattanooga en gran parte del norte de Alabama.
La ocupación del norte de Alabama por esta división del Ejército de la Unión provocó un ataque de unidades de caballería combinadas partidistas y confederadas. Uno de esos ataques invadió uno de los regimientos de Turchin en Atenas, Alabama. La frustración había ido creciendo entre estos soldados de la Unión durante semanas por los repetidos ataques y la política conciliadora claramente declarada de Buell de proteger los derechos y la propiedad de los sureños. La implicación de los ciudadanos locales en la derrota de Atenas y la humillación sufrida por los soldados de la Unión provocaron el saqueo de la ciudad cuando Turchin trajo refuerzos. Según Joshua E. Kastenberg, profesor de la Facultad de Derecho de la Universidad de Nuevo México, civiles del sur habían disparado contra los hombres de Turchin. El general Joseph Keifer, que sirvió como juez defensor ad hoc, afirmó que "Turchin no creía que un ejército invasor pudiera librar con éxito la guerra con sus oficiales y soldados actuando como misioneros de la misericordia".
Después de volver a ocupar la ciudad el 2 de mayo de 1862, Turchin reunió a sus hombres y, según se informa, les dijo: «Cerré los ojos durante dos horas. No veo nada». De hecho, abandonó la ciudad para reconocer posiciones defensivas, tiempo durante el cual sus hombres saquearon el distrito comercial. El incidente fue controvertido.
Cuando la noticia llegó al general Buell, un hombre muy detestado por los soldados, insistió en someter a Turchin a un consejo de guerra. Los procedimientos judiciales recibieron atención nacional y se convirtieron en un punto central para el debate sobre la conducción de la guerra, relacionado con la política conciliadora a medida que aumentaban las bajas de la Unión en la guerra.
El 25 de febrero de 1862, Buell había emitido una orden general ordenando a su soldado «proteger la dignidad de los civiles». Como ha señalado el profesor Kastenberg, si bien Turchin puede no haber estado preocupado por la ley o la guerra, ciertamente estaba "al tanto" de la orden de Buell. Turchin, según Kastenberg, tuvo otro problema en su consejo de guerra. Solicitó al coronel Carter Gazlay que actuara como su abogado defensor, lo cual era inusual ya que un abogado defensor no era un derecho en ese momento, y Gazlay se enfrentó a su propio consejo de guerra por robo de propiedad del ejército. Además, como señala Kastenberg, el general de brigada James Garfield escribió al secretario de guerra Edwin Stanton: «No puedo expresar lo suficiente mi horror por los estragos y atrocidades que se han cometido... esta ciudad fue entregada por el coronel Turchin a pillaje». Al final, Turchin se libró de un final ignominioso porque Buell fue destituido del mando por su incompetencia.
Hubo tres cargos contra Turchin. Primero fue acusado de «negligencia en el cumplimiento del deber». Según las citas, hubo más de veinte casos en los que Turchin supuestamente ordenó a sus soldados saquear y saquear Atenas, Alabama, sin ninguna restricción adecuada para ellos. Tales casos incluyeron el abuso sexual de una sirvienta —es decir, esclava— y la destrucción total de biblias y testamentos, destruidos sin piedad y quemados en pedazos en una tienda. Muchas de las otras acusaciones en su contra incluían el saqueo de diez tiendas y nueve viviendas. «La violación sirvió como el máximo ejemplo del fracaso de Turchin» a la hora de controlar sus propias tropas. Según el segundo cargo, Turchin no se comportó como se esperaba de un oficial y un caballero. Eso le importaba al general Buell porque, según «el artículo 83, la condena significaba la destitución automática del servicio y el fin de la carrera militar de Turchin». Una especificación añadida a este cargo incluía el impago de la factura en un hotel. El tercer cargo fue el de incumplimiento de órdenes. Se creía que si Turchin fuera declarado culpable por ese cargo, enviaría un mensaje claro a los oficiales del ejército de Ohio e inculcaría disciplina y orden dentro de las filas del ejército. Cuando comenzó el consejo de guerra, Garfield tenía la impresión de que Turchin permitía lo que sucedía en Atenas de acuerdo con la costumbre moscovita.
Turchin fue declarado culpable de todos los cargos, pero el miembro del consejo de guerra instó a Buell a mostrar clemencia. Buell, en cambio, ordenó que lo despidieran del ejército. Sin embargo, la esposa de Turchin y otras personas actuaron en su nombre en Washington y lograron que el secretario de Guerra, Edwin Stanton, recomendara su ascenso a general de brigada. El presidente Abraham Lincoln lo ascendió a mediados de julio. Esto invalidó el veredicto: un oficial sólo podía ser juzgado por aquellos de igual o mayor rango, y Turchin ahora superaba en rango a seis de los siete miembros del tribunal.
Turchin recibió una bienvenida de héroe a su regreso a Chicago. Figuras destacadas pidieron la destitución de Buell y una conducción más agresiva de la guerra para llevarla a un final rápido. A Turchin se le dio el mando de una nueva brigada. Se distinguió durante las batallas de Chickamauga y Chattanooga, y en la campaña de Atlanta.
La esposa de Turchin, conocida como madame Turchin en el ejército, siempre estuvo a su lado y siguió a su marido en el campo durante sus campañas, presenciando las batallas (como en Chickamauga y la batalla de Chattanooga), y escribiendo el único diario de guerra de una mujer sobre las campañas militares.
La canción Turchin's got your mule (derivada del eslogan Here's your mule) fue popular durante la guerra, y se dice que su coro fue utilizado por soldados descorazonados como una respuesta burlona a las expresiones cariñosas del general Braxton Bragg en Chattanooga.
Turchin dimitió del servicio en octubre de 1864 tras sufrir un golpe de calor durante la campaña.

## Carrera y legado posguerra
Turchin regresó a Chicago donde trabajó durante un tiempo como abogado de patentes e ingeniero civil. Más tarde estuvo involucrado en inversiones inmobiliarias y el asentamiento de inmigrantes en el sur de Illinois. En 1900, se le concedió una pensión en virtud de una ley de pensiones privadas aprobada por el Congreso. Sufrió una demencia severa, atribuida a su insolación, y murió sin un centavo en una institución en Anna, Illinois, a la edad de 79 años. Está enterrado junto a su esposa en el Cementerio Nacional de Mound City en el sur de Illinois.
Turchin ha sido retratado por muchos en el sur de los Estados Unidos como una figura villana por la llamada «violación de Athens», aunque sus acciones presagiaron las que otros comandantes de la Unión, particularmente William Tecumseh Sherman, adoptarían al llevar a cabo una guerra total contra los Estados Confederados.